# Dark Lady (альбом)
«Dark Lady» — одинадцятий студійний альбом американської співачки і акторки Шер, випущений в травні 1974 року на лейблі «MCA Records». В альбомі Шер знову співпрацювала з продюсером Снаффом Гарреттом і аранжувальником Елом Кеппсом. «Dark Lady» став третім і заключним альбомом співачки, випущеним на «MCA Records». Крім того, альбом став останнім, рекламною кампанією якого було телешоу «The Sonny & Cher Comedy Hour». Альбом отримав позитивні відгуки критиків, але, на відміну від інших записів з Гарреттом, мав досить скромний успіх.

## Про альбом
Після успіху «Half-Breed», у своєму останньому альбомі «Dark Lady» випущеному на лейблі «MCA Records», Шер знову вирішила співпрацювати з продюсером Снаффом Гарреттом і Елом Кеппсом. Того ж року, Шер розлучається з Сонні Боно, тим самим розриваючи їх дует «Sonny & Cher». Після цього вони на деякий час припинили спільну музичну діяльність і роботу на телебаченні. Внаслідок успіху попередніх альбомів з Гарреттом, «Dark Lady» зберігав баладний стиль. У цей період своєї кар'єри Шер привернула багато молодих шанувальників своїм стилем гламурної поп-музики, альбом також продемонстрував, на що ще здатна співачка в середині 1970-х, у розпал своєї популярності. «Dark Lady» також став останнім альбомом співачки під назвою «Chér». «MCA Records» того ж року також випустили збірку пісень Шер «Greatest Hits» зі словом «Chér» на обкладинці, що містило наголос на літеру «E». Всі її подальші альбоми випускалися з назвою «Cher», без наголосу на «E».
Перший трек альбому — «Train of Thought» — пісня, написана Аланом О'Деєм, пізніше вийшла як сингл. Три пісні альбому були написані Джонні Дарріллом, а останній трек — «Apples Do not Fall Far From The Tree» — Бобом Стоуном, який написав для Шер її перший хіт 1970-х років «Gypsys, Tramps & Thieves». Альбом містить дві кавер-версії: титульний саундтрек до фільму «Великий Гетсбі» «What'll I Do» і хіт 1965 року Фонтелли Басс «Rescue Me». Пісню «Miss Subway of 1952» Шер присвятила Бетт Мідлер.
Альбом отримав змішані оцінки критиків. Оглядач Пітер Февтроп з «AllMusic» дав альбому три зірки з п'яти і, порівнюючи альбом з «Half-Breed», назвав його «більш оптимістичним». Він також сказав, що альбом був би «більш органічним на початку 70-х», і написав, що «завжди забавно чути класику у виконанні Шер». «Rolling Stone» дали альбому позитивну оцінку, заявляючи, що «цей LP остаточно затверджує Шер як велику сольну виконавицю», і що «платівка змогла поєднати в собі відомий голос з прекрасним набором пісень і чудовим звучанням». Стосовно Шер він вказав: «вона індивідуальна як співачка і може показати себе як в поп-музиці, так і в рок-музиці».
У серпні 1993 року первинна версія «Dark Lady» була об'єднана з альбомом «Half-Breed» і випущена на одному компакт-диску під назвою «Half Breed»/«Dark Lady», до цього видання увійшли всі треки з обох первинних версій альбомів. Компакт-диск з первинною версією альбому «Dark Lady» досі не випущений.

## Комерційний успіх
«Dark Lady» дебютував в чарті «Billboard 200», посідаючи 191 позицію на початку червня 1974 року. Найвищою стала 69 позиція. В «Canadian Albums Chart» альбом дебютував з 98 позицією в кінці червня, і у підсумку в липні досяг своєї максимальної 33 позиції. Як і її попередні альбоми, «Dark Lady» не потрапив до «UK Album Charts».

## Сингли
На початку 1974 року вийшов перший сингл альбому — «Dark Lady», 23 березня того ж року вона очолила чарт «Billboard Hot 100», ставши останнім хітом Шер «номер один» в США до 1998-го року. Джонні Даррілл пізніше згадував: «Я провів тиждень в офісі Гарретта, записуючи пісні, одну з яких записала Шер. Пізніше, коли я був на гастролях в Японії з „The Ventures“, я написав цікаву пісню. Я відправив незавершений текст Гарретту. Він сказав, щоб я „переконався, що вона вбиває його“. Тому, в пісні і коханець, і ворожка були вбиті». «Dark Lady» називають у цій пісні ворожку. Героїня пісні дізнається від ворожки, що її коханий невірний їй. Вона приходить додому і розуміє, що в кімнаті пахне парфумами ворожки. Вона мчить назад до ворожки, де застає і свого коханого. У нападі гніву вона вбиває обох пострілом. Окрім США, сингл очолив чарти Канади і Швеції. Як і «Half-Breed» пісня ігнорувалася слухачами в Західній Німеччині і Великій Британії, проте, вона досягла «топ-40» британського чарту, де посіла 36 позицію. Для пісні було знято два музичних відео. Перше — живий виступ Шер на телешоу «The Sonny & Cher Comedy Hour», де вона була бодягнена чорне вбрання з чорною вуаллю на голові. Друге відео — анімаційне. У ньому показано історію пісні.
Другим синглом стала пісня «Train Of Thought», яка досягла 27 позиції в «Billboard Hot 100» і 9 позиції в AC-чарті. Незабаром після нього була випущена пісня «I Saw a Man and He Danced with His Wife», яка посіла 42 позицію в «Billboard Hot 100» і 3 позиції в AC-чаті. Обидва сингли також потрапили у «топ-40» чарту Канади. Пісня «Rescue Me» була випущена лише як промосингл в Північній Америці, вона потрапила лише у «топ-100» канадського чарту.

## Список композицій
| Перша сторона | Перша сторона                             | Перша сторона          | Перша сторона |
| #             | Назва                                     | Автор                  | Тривалість    |
| ------------- | ----------------------------------------- | ---------------------- | ------------- |
| 1.            | «Train of Thought»                        | Алан О'Дей             | 2:34          |
| 2.            | «I Saw a Man and He Danced with His Wife» | Джон Даррілл           | 3:13          |
| 3.            | «Make the Man Love Me»                    | Сінтія Вейл Баррі Манн | 3:17          |
| 4.            | «Just What I've Been Lookin' For»         | Кенні О'Делл           | 2:36          |
| 5.            | «Dark Lady»                               | Даррілл                | 3:26          |

| Друга сторона | Друга сторона                         | Друга сторона           | Друга сторона |
| #             | Назва                                 | Автор                   | Тривалість    |
| ------------- | ------------------------------------- | ----------------------- | ------------- |
| 6.            | «Miss Subway of 1952»                 | Мері Ф. Кейн            | 2:16          |
| 7.            | «Dixie Girl»                          | Даррілл                 | 3:26          |
| 8.            | «Rescue Me»                           | Карл Сміт Рейнард Мінер | 2:22          |
| 9.            | «What'll I Do»                        | Ірвінг Берлін           | 2:28          |
| 10.           | «Apples Don't Fall Far from the Tree» | Боб Стоун               | 3:21          |

## Персонал
- Шер — головний вокал
- Снафф Гарретт — продюсер
- Ленні Робертс — звукорежисер
- Ел Кеппс — аранжування
- Річард Аведон — фотографування
- Келвін Клайн — одяг

## Чарти
| Чарт (1974)              | Позиція |
| ------------------------ | ------- |
| Australian Albums (ARIA) | 86      |
| Canadian Albums Chart    | 33      |
| Billboard 200            | 69      |